# Drużynowy Puchar Polski na Żużlu 1999
Drużynowy Puchar Polski na Żużlu 1999 – 11. edycja turnieju, corocznie organizowanego przez PZMot. Rozegrano trzy turnieje oraz finał, który został rozegrany 3 sierpnia 1999 roku w Toruniu oraz zwyciężył Lotos-Wybrzeże Gdańsk.

## Finał
- Toruń, 3 sierpnia 1999
- Sędzia: Marek Wojaczek

| Msc | | Drużyna / Zawodnik                                          | Biegi                 | Punkty |
| --- | --- | ----------------------------------------------------------- | --------------------- | ------ |
| 1   | | Lotos-Wybrzeże Gdańsk                                       | Lotos-Wybrzeże Gdańsk | 36     |
| 1   | (9) Sebastian Ułamek (10) Adam Fajfer (11) Marek Dera (12) Krzysztof Pecyna (19) Robert Kempiński           | (3,3,0,3,3) (2,2,2,3,3) (0,-,2,1,2) (0,3,1,0,-) (-,1,-,-,2) | 12 5 4 3              |        |
| 2   | | Apator-Netia Toruń                                          | Apator-Netia Toruń    | 35     |
| 2   | (5) Wiesław Jaguś (6) Waldemar Walczak (7) Robert Kościecha (8) Piotr Markuszewski (18) Mariusz Puszakowski | (3,1,3,1,2) (3,0,2,1,3) (3,1,3,3,0) (0,-,-,-,-) (–,3,1,1,1) | 10 9 10 0 6           |        |
| 3   | | Atlas Wrocław                                               | Atlas Wrocław         | 32     |
| 3   | (1) Dariusz Śledź (2) Adam Łabędzki (3) Piotr Baron (4) Jacek Krzyżaniak (17) Mariusz Węgrzyk               | (0,-,-,2,3) (2,2,1,0,–) (2,3,2,2,1) (1,2,3,2,1) (–,2,0,–,1) | 5 10 9 3              |        |
| 4   | | Unia Leszno                                                 | Unia Leszno           | 17     |
| 4   | (13) Roman Jankowski (14) Damian Baliński (15) Andrejs Koroļovs (16) Adam Skórnicki (20) Mariusz Fierlej    | (1,u,-,0,0) (2,0,1,2,2) (1,0,3,d3) (1,1,0,3,0) (0,0)        | 1 7 4 5 0             |        |